# Pianeta nettuniano caldo
Un pianeta nettuniano caldo (noto anche come Nettuno caldo) è un tipo di pianeta extrasolare avente massa simile a quella di Urano e Nettuno, ma - a differenza di questi - orbitante vicino alla propria stella, normalmente a una distanza inferiore a una UA. Le recenti osservazioni hanno dimostrato che esiste un numero maggiore di pianeti di questo tipo rispetto a quanto si pensava in precedenza. Solitamente un pianeta di questo tipo ha una massa che va da 10 a 30-50 masse terrestri; sotto il limite inferiore i pianeti sono normalmente classificati come super Terre, mentre al di sopra sono denominati gioviani, o, se vicini alla propria stella, gioviani caldi.
Uno dei primi pianeti scoperti di questo tipo è stato, nel 2004, Mu Arae d, mentre un altro nettuniano caldo è, ad esempio, Gliese 436 b, il primo pianeta di questo tipo che si è osservato transitare sulla propria stella.